# Staro selo (distrikt i Bulgarien, Silistra)
Staro selo (bulgariska: Старо село) är ett distrikt i Bulgarien.   Det ligger i kommunen Obsjtina Tutrakan och regionen Silistra, i den nordöstra delen av landet, 290 km nordost om huvudstaden Sofia.
Trakten runt Staro selo består till största delen av jordbruksmark. Runt Staro selo är det ganska glesbefolkat, med 43 invånare per kvadratkilometer.